# Gerald Lee Vincke
Gerald Lee Vincke (Saginaw, 9 luglio 1964) è un vescovo cattolico statunitense, dal 13 giugno 2018 vescovo di Salina.

## Biografia
Gerald Lee Vincke è nato a Saginaw il 9 luglio 1964 ed è il nono dei dieci figli di Henry e Fidelis Vincke.

### Formazione e ministero sacerdotale
Ha frequentato la New Lothrop High School e poi ha studiato per il Bachelor of Arts in relazioni pubbliche presso il Ferris State College a Big Rapids dal 1985 al 1986. Ha compiuto gli studi ecclesiastici presso il Thomas More College a Crestview Hills e il seminario Athenaeum of Ohio a Cincinnati. Ha frequentato i corsi di spiritualità della Creighton University a Omaha nell'estate del 2001 e ha anche partecipato al programma dell'Istituto per la formazione sacerdotale dello stesso ateneo per diverse estati. Nel 2015 ha ottenuto la licenza in teologia spirituale presso la Pontificia università "San Tommaso d'Aquino" a Roma con una tesi intitolata "Following the Path of St. John Vianney for the New Evangelization with Evangelii Guadium as a Guide".
Il 12 giugno 1999 è stato ordinato presbitero per la diocesi di Lansing nella cattedrale diocesana da monsignor Carl Frederick Mengeling. In seguito è stato vicario parrocchiale della parrocchia di San Tommaso Apostolo ad Ann Arbor dal 1999 al 2001; direttore della Bethany House Youth Retreat Center a Lansing dal 2001 al 2004; direttore diocesano delle vocazioni e dei seminaristi dal 2003 al 2010; direttore diocesano della formazione per i sacerdoti, seminaristi e laici dal 2006 al 2010; direttore spirituale del Pontificio collegio americano del Nord a Roma dal 2010 al 2015 e parroco della parrocchia della Santissima Trinità a Grand Blanc. È stato anche membro del consiglio presbiterale, del comitato per l'assegnazione dei sacerdoti e del collegio dei consultori. Nel 2012 è stato nominato cappellano di Sua Santità e nel 2016 missionario della misericordia.

### Ministero episcopale
Il 13 giugno 2018 papa Francesco lo ha nominato vescovo di Salina. Ha ricevuto l'ordinazione episcopale il 22 agosto successivo nella cattedrale del Sacro Cuore di Gesù a Salina dall'arcivescovo metropolita di Kansas City Joseph Fred Naumann, co-consacranti il vescovo emerito di Lansing Carl Frederick Mengeling e il vescovo di Grand Island Joseph Gerard Hanefeldt. Durante la stessa celebrazione ha preso possesso della diocesi.
Nel settembre 2018, l'arcidiocesi di Washington ha annunciato che l'ex cardinale Theodore Edgar McCarrick, accusato in abusi sessuali, avrebbe preso residenza nel convento della basilica di San Fedele a Victoria. Vincke ha spiegato la sua decisione di consentire l'accordo con la necessità di avere pietà nel perseguire la giustizia, facendo riferimento a Maria Goretti che ha perdonato il suo assassino sul letto di morte. Nel gennaio del 2020 è stato annunciato che McCarrick, ormai dimesso dallo stato clericale, si era trasferito in una località segreta.
Nel gennaio del 2020 ha compiuto la visita ad limina.
L'8 febbraio 2021 papa Francesco lo ha nominato amministratore apostolico sede plena di Dodge City, incarico terminato il 23 marzo 2022.

## Genealogia episcopale
La genealogia episcopale è:
- Cardinale Scipione Rebiba
- Cardinale Giulio Antonio Santori
- Cardinale Girolamo Bernerio, O.P.
- Arcivescovo Galeazzo Sanvitale
- Cardinale Ludovico Ludovisi
- Cardinale Luigi Caetani
- Cardinale Ulderico Carpegna
- Cardinale Paluzzo Paluzzi Altieri degli Albertoni
- Papa Benedetto XIII
- Papa Benedetto XIV
- Papa Clemente XIII
- Cardinale Enrico Benedetto Stuart
- Papa Leone XII
- Cardinale Chiarissimo Falconieri Mellini
- Cardinale Camillo Di Pietro
- Cardinale Mieczysław Halka Ledóchowski
- Cardinale Jan Maurycy Paweł Puzyna de Kosielsko
- Arcivescovo Józef Bilczewski
- Arcivescovo Bolesław Twardowski
- Arcivescovo Eugeniusz Baziak
- Papa Giovanni Paolo II
- Cardinale Justin Francis Rigali
- Arcivescovo Joseph Fred Naumann
- Vescovo Gerald Lee Vincke

## Araldica
| Stemma | Titolare                            | Descrizione |
|        | Gerald Lee Vincke Vescovo di Salina | Partito: al primo inquartato: al I d'oro alla stella (6) d'azzurro; al II e al III d'azzurro; al IV d'oro al Sacro Cuore di rosso; alla croce patente dell'uno nell'altro; al secondo, d'argento, al calice d'oro, cimato da una patena dello stesso, circondato da una corona civica di tre spighe e due grappoli d'uva al naturale per ogni lato, coi nastri d'azzurro, al capo centrato d'azzurro, al giglio d'oro addestrato. Ornamenti esteriori da vescovo. Motto: "Rich in mercy". |